# 吴拉姆·法里德·萨布里
吴拉姆·法里德·萨布里（1930年—1994年4月5日）是巴基斯坦一位著名的卡瓦力歌手，他是音樂組合萨布里兄弟的成员之一，萨布里兄弟是巴基斯坦的一个著名卡瓦力团体，在20世纪70年代、80年代和90年代風靡一時。1978年，這個組合获得了時任巴基斯坦总统颁发的业绩骄傲奖。 沙比里也是与奇什蒂教团有关的苏菲派神秘主义者。